# アデン国際空港
アデン国際空港（アデンこくさいくうこう、アラビア語: مطار عدن الدولي、英語: Aden International Airport）は、イエメンの港湾都市であるアデンにある国際空港。

## 歴史
イギリス空軍により1917年にコルマクサール空軍基地として開設された。その後1967年にイギリスから独立したイエメン人民民主共和国（南イエメン）が社会主義の親ソ政策をとったことからイギリス軍は撤退。南北統一までは民主イエメン航空が拠点空港としていた。

## 就航航空会社と就航都市
| 航空会社       | 就航地                                                      |
| -------------- | ----------------------------------------------------------- |
| イエメニア     | 中東:アンマン、ジッダ、リヤド 北アフリカ:カイロ、ハルツーム |
| フェリック航空 | ジブチ、ハルツーム                                          |
| エール・ジブチ | ジブチ                                                      |